# Thomas M. Humphrey
Thomas MacGillivray Humphrey (1935-) é um economista americano. Até 2005, ele era consultor de pesquisa e economista sênior no departamento de pesquisa do Federal Reserve Bank of Richmond e editor da principal publicação do Banco, o Economic Quarterly. Suas publicações cobrem macroeconomia, economia monetária e a história do pensamento econômico. Mark Blaug o chamou de "mestre indiscutível" do pensamento monetário clássico britânico.

## Redação e pesquisa
Humphrey escreveu livros e artigos de periódicos sobre a história da política monetária. Ele já publicou artigos no Cato Journal, HOPE (História da economia política), Southern Economics Journal, e Econ Focus (anteriormente Region Focus). Ele escreveu mais de 70 artigos publicados nas revistas do Richmond Federal Reserve. Artigos de Humphrey, como Rival Noions of Money podem ser acessados e baixados gratuitamente no site do Federal Reserve Bank de Richmond.
Humphrey era editor do Federal Reserve of Richmond Economic Quarterly, anteriormente conhecido como Economic Review e antes disso como Monthly Review. Em 1998, seu relatório anual para o Federal Reserve Bank de Richmond foi Mercantilists and Capitalists: Insights from Doutrinal History.
Seus primeiros quatro livros sobre a história do pensamento monetário foram: Balance of Payments, Exchange Rates, and World Inflation (co-autor Robert Keleher); Money, Banking and Inflation: Essays in the History of Monetary Thought; Money, Exchange and Production: Further Essays in the History of Economic Thought; and Essays on Inflation. Charles R. McCann, Jr. afirmou, em referência ao livro de Humphrey, Money, Banking and Infllation: Essays in the History of Monetary Thought, que "os economistas monetários que procuram uma introdução acessível ao passado de sua disciplina encontrarão alguns melhores pontos de partida do que esse volume".
Seus escritos sobre a história do pensamento econômico foram incluídos na primeira edição do New Palgrave e, posteriormente, em An Encyclopedia of Keynesian Economics para a qual ele contribuiu com um artigo na Escola de Economia de Chicago e também em festschriften, resenhas de livros, livros didáticos, relatórios anuais e antologias. Para Famous Figures in Diagrams and Economics de Mark Blaug e Peter Lloyd, Humphrey escreveu o primeiro capítulo, Marshallian Cross Diagrams e o capítulo 55, Intertemporal utility maximization – the Fisher diagram. Os trabalhos de Humphrey sobre teoria monetária são citados no livro de David Laidler, Fabricating the Keynesian Revolution: Studies of the Inter-War Literature on Money, the Cycle, and Unemployment.
Em novembro de 2001, ele foi convidado a participar do 22º Simpósio de Arne Ryde, The Knut Wicksell Centennial Symposium, comemorando o centenário da nomeação de Knut Wicksell como Professor de Economia na Universidade de Lund, na Suécia. As reuniões do simpósio foram realizadas no Castelo Trolleholm.
Em 2006, Ben S. Bernanke, presidente do Federal Reserve, na Quarta Conferência Central de Bancos do BCE, Frankfurt, Alemanha, citou o artigo de Humphrey sobre a doutrina das contas reais. Em 2008, Humphrey deu a Quarta Palestra Anual de Ranlett em Economia na California State University, Sacramento, intitulada Lender of Last Resort: The Concept in History. Em 2009, Humphrey participou do Adam Smith Program, da Jepson School of Leadership Studies da Universidade de Richmond, onde apresentou The Fed's Deviation from Classical Thornton-Bagehot Lender-of-Last-Resort Policy, um artigo em co-autoria de Richard Timberlake. Na reunião anual de 2010 da American Economics Association (AEA), em Atlanta, Geórgia, seu assunto era The Lender of Last Resort in the History of Economic Thought. Em fevereiro de 2013, ele escreveu o Documento de Trabalho nº 751, Arresting Financial Crises: The Fed Versus the Classicals para o Levy Economics Institute da Bard College, um ensaio que foi apresentado posteriormente na Reunião Anual de 2013 na Filadélfia da American Economics Association.

## Livros
- A abordagem monetária da balança de pagamentos, taxas de câmbio e inflação mundial (co-autor Robert Keleher).[26] ISBN 9780030559563.
- Money, Banking and Inflation: Essays in the History of Monetary Thought. ISBN 9781852789411
- Money, Exchange, and Production: Further Essays in the History of Economic Thought. ISBN 1858986524[27][28]
- Essays on Inflation.[29] ISBN 0894990888
- Gold, the Real Bills Doctrine, and the Fed: Sources of Monetary Disorder 1922-1938. (co-autor Richard H. Timberlake). ISBN 9781948647557ISBN [30][31]